# Sumetendorf

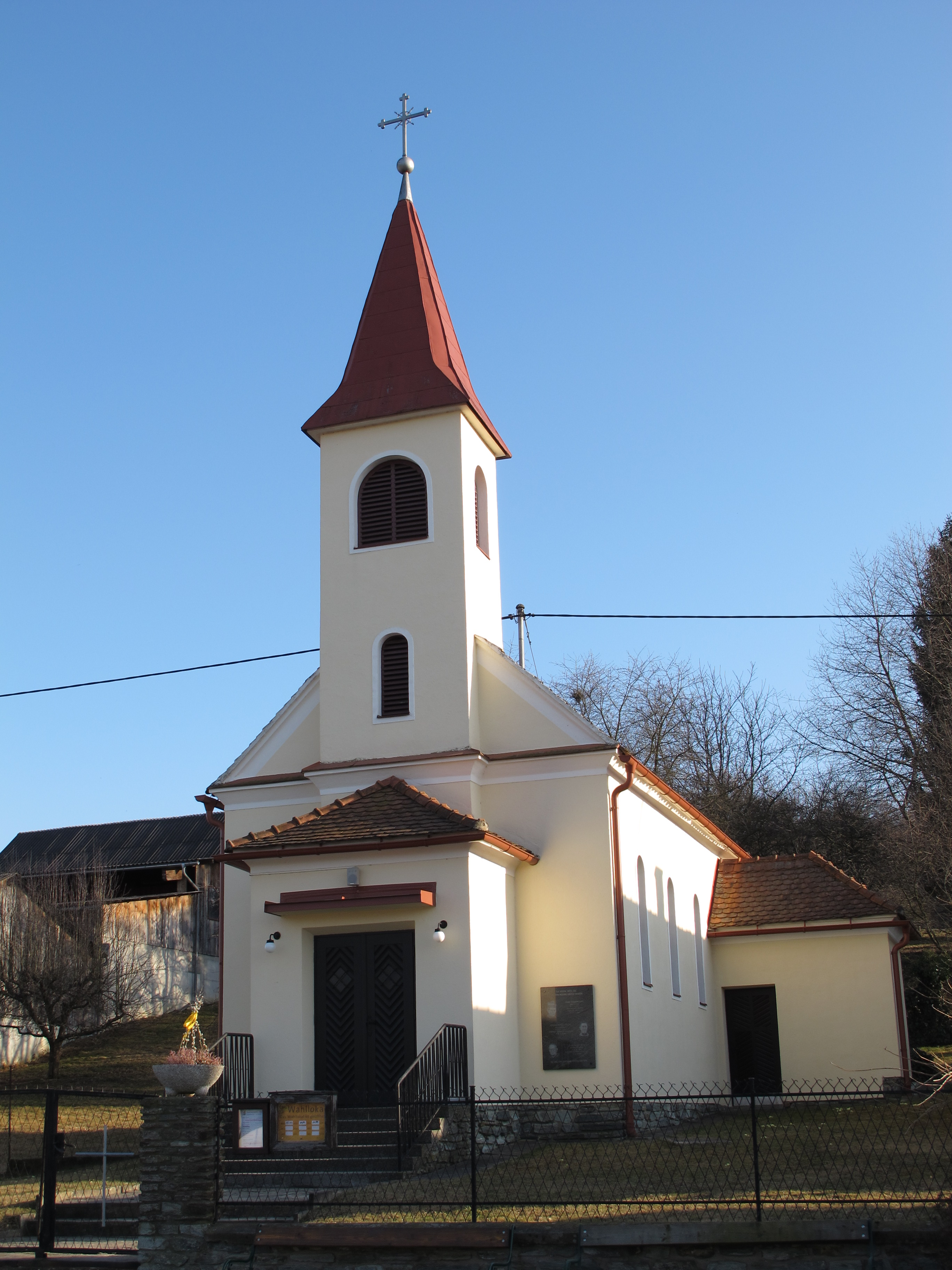
Kirche Sumetendorf

Sumetendorf ist ein Ort in der Marktgemeinde Strem im Burgenland. Der ungarische Ortsname ist Szombatfa.

## Geografie
Der Ort hat circa 30 Häuser und 43 Einwohner, eine Kapelle und eine Freiwillige Feuerwehr. Eine frühere Ortsbezeichnung war Zumendorf. Von 1893 bis 1939 wanderten viele Einwohner nach Amerika aus.

## Persönlichkeiten
- Josef Domitrovitsch (1893–1962), römisch-katholischer Bischof